# 남프랑스

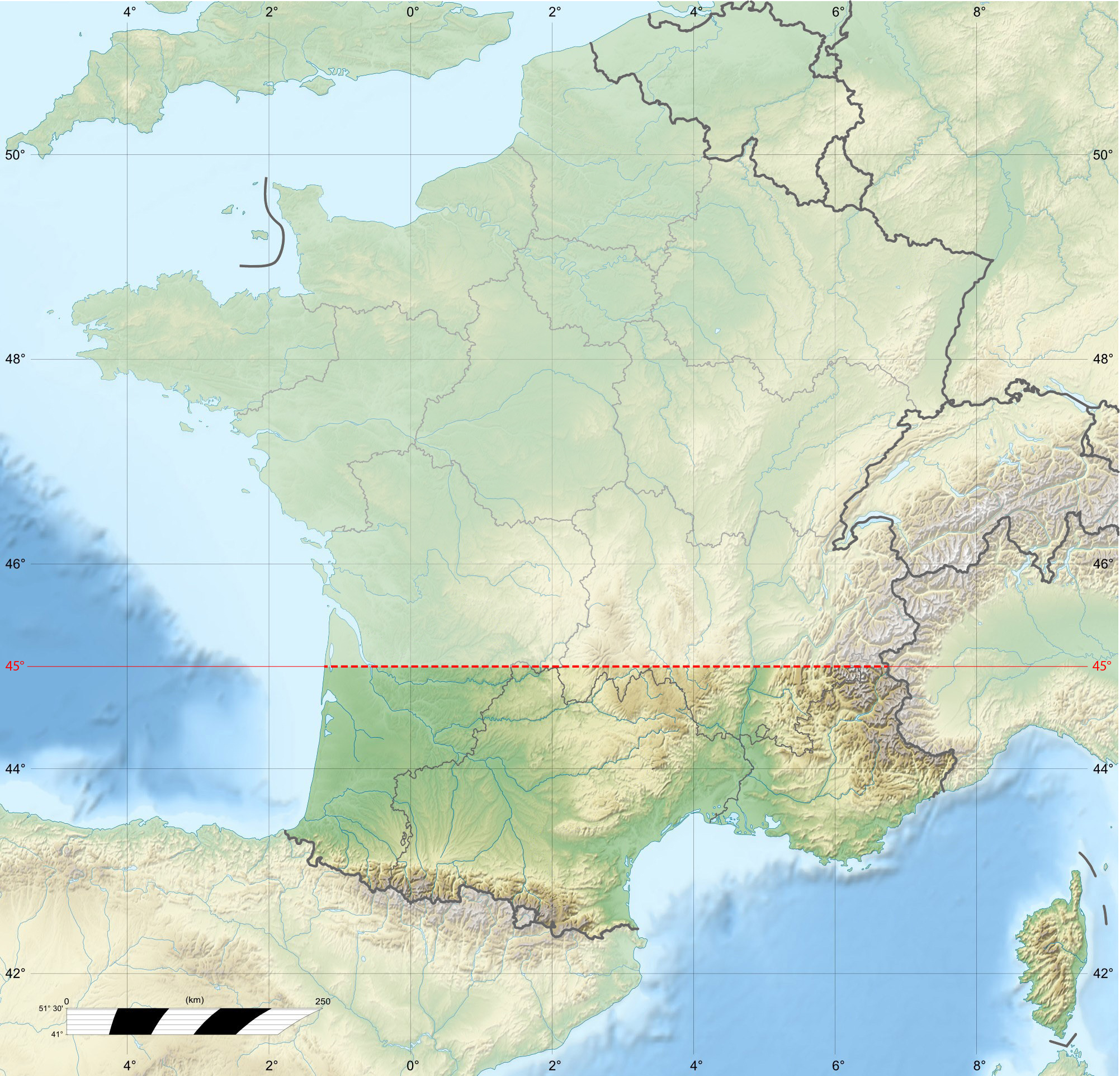
남프랑스, 45도선을 따라 갈라진 부분을 근거로 한다.

남프랑스(Southern France)는 남부 프랑스(South of France)로도 알려져 있거나 프랑스어로 르미디(le Midi)라고도 알려져 있으며, 마레 푸아트뱅, 스페인, 지중해, 이탈리아에서 대서양 남쪽과 접하는 프랑스의 레지옹으로 구성된 정의된 지리적 지역이다. 서쪽의 누벨아키텐, 중앙의 옥시타니, 북동쪽의 오베르뉴론알프 남부, 남동쪽의 프로방스알프코트다쥐르, 남동쪽의 코르시카 섬이 있다. 모나코와 안도라는 비록 주관이긴 하지만 때때로 남프랑스의 정의에 포함된다.

## 같이 보기
- 베아른
- 코르시카
- 코트다쥐르
- 가스코뉴
- 지중해
- 북카탈루냐
- 옥시타니아
- 남유럽
- 이탈리아 남부
- 비시 프랑스